# Rhinopomastus aterrimus
La abubilla arbórea negra  (Rhinopomastus aterrimus) es una especie de ave bucerotiforme de la familia Phoeniculidae que vive en el África subsahariana.

## Distribución
Se encuentra en Angola, Benín, Burkina Faso, Camerún, Costa de Marfil, Eritrea, Etiopía, Gabón, Gambia, Ghana, Guinea, Guinea-Bisáu, Mali, Mauritania, Níger, Nigeria, República Centroafricana, Chad, República del Congo, República Democrática del Congo, Senegal, Sierra Leona, Sudán, Sudán del Sur, Togo, Uganda y Zambia.

## Subespecies
Se reconocen las siguientes subespecies:
- R. aterrimus aterrimus (Stephens, 1826)
- R. aterrimus emini (Neumann, 1905)
- R. aterrimus notatus (Salvin, 1892)
- R. aterrimus anchietae (Barboza du Bocage, 1892)